# Mandíbulas (Marvel Comics)
Mandíbulas (Lockjaw en el original en inglés) es un animal en los cómics estadounidenses publicados por Marvel Comics. Es un bulldog gigante inhumano cuyas habilidades incluyen la teletransportación. Él sirve a la Familia Real Inhumana como su escolta y como un protector leal.
Mandíbulas ha sido descrito como uno de los héroes animales más notables y poderosos de Marvel.
Mandíbulas aparece en la serie de televisión para Inhumans (2017) que se desarrolla en el Universo Cinematográfico de Marvel.

## Historial de publicación
Apareció por primera vez en Fantastic Four # 45 (diciembre de 1965), y fue creado por Stan Lee y Jack Kirby.

## Biografía ficticia del personaje
Mandíbulas nació en la isla de Attilan (antes en el Océano Atlántico y finalmente se mudó a la Luna). Muchas veces ha traído a los Inhumanos a la Tierra y ha vuelto. A veces, sus poderes han sido manipulados por fuerzas malvadas, generalmente por Maximus el Loco. Mandíbulas y la Familia Real encontraron la creación de Maximus, el Trikon, y fueron expulsados del Gran Refugio de Attilan en el exilio.
Mandíbulas apareció por primera vez como miembro de los Inhumanos cuando intentaron recuperar a Medusa del mundo exterior y llevarla de vuelta a Attilan. Esto los llevó a entrar en conflicto con los Cuatro Fantásticos, los primeros humanos que conocieron, que albergaban a Medusa después de rescatarla de los Cuatro Terribles. En consecuencia, Mandíbulas es indirectamente responsable de revelar la existencia de Attilan en el mundo exterior. Regresaron a Attilan y quedaron atrapados en la barrera de la «zona negativa» de Maximus alrededor del Gran Refugio.
Mandíbulas puede escapar y se separa de su ciudad. Vaga por el país durante un tiempo, aterrorizando accidentalmente a los ciudadanos locales, hasta que se encuentra con Johnny Storm y Wyatt Wingfoot. Viajó con la pareja en su intento de romper la barrera de la «zona negativa». En poco tiempo, los Inhumanos fueron liberados de la barrera de la «zona negativa», y Mandíbulas transportó a Crystal a Nueva York, y trajo a Tritón de Attilan para rescatar a Mr. Fantástico. Más tarde, Mandíbulas fue obligado a devolver Crystal a Attilan por Maximus.
Con Crystal, Mandíbulas fue capturado por Diablo. Más tarde rescataron al herido Quicksilver. Poco tiempo, asistió a la boda de Quicksilver y Crystal. También trajo a los Cuatro Fantásticos a Attilan para combatir a Thraxton.

### Aparentemente hablando
En un momento, Quicksilver y la Mole presenciaron lo que parecía ser Mandíbulas, aparentemente un ser sensible una vez mutado por la niebla Terrigena, hablando con ellos. Esto convence a Quicksilver de no exponer a su hija Luna a la Niebla. Sin embargo, Mandíbulas más tarde trajo a Quicksilver a Washington D. C., en busca del X-Factor, y Quicksilver declaró que la conciencia de Mandíbulas era en realidad un engaño perpetrado en la Mole por Karnak y Gorgon.
Mandíbulas trajo a los otros Inhumanos a la Tierra en busca de Medusa cuando ella huyó de Attilan para evitar un aborto obligatorio. También transportó a Tritón herido de vuelta a Attilan. Con Crystal, más tarde convocó a los Vengadores para ayudar a combatir a Thane Ector y los Hermanos. Con los Vengadores, luchó contra los Hermanos.
Como se señala en Ka-Zar # 12, Mandíbulas también viaja al universo Heroes Reborn con su familia Inhumana. Esta visita dura aproximadamente un año; todos son devueltos exitosamente.
Después de haber sido especialmente aficionado a Ben Grimm, Lockjaw elige quedarse con él. Ben, recordando con cariño que él «siempre quiso un perro», aceptó. No se sabe por qué Mandíbulas no acompañó a Ben Grimm cuando sintió la necesidad de retirarse a Francia durante la Guerra Civil.
Mandíbulas se presenta en el 2006 serie limitada Hijo de M. Como la mayoría de los mutantes en la Tierra se han vuelto impotentes, Quicksilver decide robar los Inhumanos mutagénicos de la niebla Terrigena y volver a alimentar a los mutantes dispuestos. Mandíbulas está convencido de ayudarlo en la misión. Viajando con la hija de Quicksilver, Luna, atraviesan la Tierra y se dirigen a lugares como Genosha. Los otros Inhumanos siguen.
Más tarde, Mandíbulas vuelve a unirse a Black Bolt, Medusa y otros Inhumanos para ayudar a una fuerza de ataque superhumana a derribar al confuso Sentry.
Mandíbulas ayuda a su familia a localizar a Black Bolt, que había sido capturado por los Skrulls. Usando la tecnología obtenida de sus aliados, las habilidades de Kree y Mandíbulas se actualizan, lo que le permite teletransportarse mucho más lejos.

### Nuevos aliados
En 2009, Mandíbulas recibió una miniserie de cuatro temas titulada Mandíbulas y las Mascotas de los Vengadores, en equipo con Lockheed, Redwing, Lion (el cachorro de la Tía May de Spider-Man and His Amazing Friends), Zabu, Niels the Cat / Hairball y una nueva rana llamada Throg. Esta serie incluye a Mandíbulas que trae el Guantelete del Infinito junto con la ayuda de aliados animales. La serie generó dos miniseries adicionales con las Mascotas de los Vengadores.
Mandíbulas vuelve a unirse a su familia Inhumana por los conflictos que eventualmente los llevaron a hacerse cargo del imperio Kree. Esto lleva a la aparente pérdida de Black Bolt a pesar de los mejores esfuerzos de Crystal y Mandíbulas. Este conflicto también conduce a la devastación del Imperio Shi'Ar. Mientras su familia determina quién gobernará, Lockheed se ve jugando de cerca con Luna y asistiendo con los esfuerzos de recuperación de Shi'ar. Mandíbulas nuevamente se involucra con la recolección del Guantelete del Infinito juntos cuando la Gema Alma se pierde y luego se encuentra. Mandíbulas también fue enviado por Medusa para vigilar a la reciente Inhumana, Ms. Marvel (Kamala Khan), y la ayuda en su batalla contra un clon híbrido cockatiel / humano de Thomas Edison conocido como El Inventor.
Durante la historia de Inhumanos vs. X-Men, Mandíbulas estaba tomando una siesta cuando fue noqueado por Fantomex.
En el momento en que Mandíbulas estaba en una misión para liberar a Black Bolt de la prisión de tortura en el espacio profundo, un flashback reveló que Lockjaw obtuvo sus poderes durante un experimento inhumano en caninos.
En las páginas de «La Muerte de los Inhumanos», el Kree finalmente inició una misión asesina para llevar a Black Bolt a sus filas y a través de las estrellas cuando miles de Inhumanos fueron asesinados por Vox, el primero de una nueva raza de Superhumanos, construida por el Kree. Black Bolt rápidamente envió a Mandíbulas para que lo llevara a su hermano, sin embargo, Vox ya había llegado a New Arctilan y estaba luchando contra Maximus cuando Mandíbulas llegó, y mientras el canino pudo derribar temporalmente al Superhumano, este último liberó todo su poder que no solo quemó New Arctilan, pero en el proceso también aparentemente mató a Mandíbulas y Maximus.
En realidad, Maximus y Mandíbulas simplemente fueron teletransportados a un lugar desconocido donde se convirtieron en agentes de Kree con lavado de cerebro. Maximus fue asesinado más tarde durante un enfrentamiento con su familia. Durante el asalto final de la Familia Real Inhumana a los Kree, Mandíbulas se enfrentó a ellos junto con Crystal con el cerebro lavado. Mandíbulas y Crystal finalmente fueron liberados del control de los Kree cuando Black Bolt usó su poderosa voz para destruir el equipo que los controlaba.

## Poderes y habilidades
Aparentemente tiene fuerza «super-canina» en su mandíbula para un perro de su edad y tamaño. En un momento, se aferró al brazo de la Mole y este no consiguió que lo soltara. Mandíbulas también puede teletransportarse, y cerca de las criaturas vivientes y la materia a donde quiera, desde la Tierra hasta la Luna, e incluso puede abrir pasajes entre dimensiones. Las barreras energéticas que son aparentemente impenetrables para otros no le plantean ningún problema. También tiene la habilidad de rastrear psioniamente un determinado «olor» a través del espacio dimensional.
Mandíbulas también parecía haber percibido el peligro desde lejos, cuando el Doctor Doom había manipulado los poderes de Silver Surfer.
Es capaz de masticar y tragar material inorgánico, como trozos de robots sofisticados, sin ningún efecto nocivo. No se sabe si ésta es su principal fuente de alimento.
En la Invasión Secreta: Inhumans miniseries, la Familia Real entran en una alianza con el Kree para liberar a Black Bolt de sus captores Skrull. Con ese fin, los Kree enriquecen mucho los poderes teletransportantes de Mandíbulas, permitiéndole teletransportarse a sí mismo y a otros a través de vastas distancias interplanetarias.

## Otras versiones

### Era de Apocalipsis
En la realidad en la que Apocalipsis había conquistado los EE. UU., Apocalipsis se acercó a los Inhumanos para obtener acceso a la Niebla Terrigena, sin embargo, los Inhumanos se negaron a entregar tal material, hasta que uno de ellos, Maximus, hizo un acuerdo secreto con Apocalipsis. Maximus le daría la Niebla Terrigena a Apocalipsis si el Gran Señor le concediera un puesto en los Caballeros. Maximus luego se hizo cargo de la Familia Real Inhumana, matando a todos los que se interponían en su camino, incluyendo a Lockjaw. Como la nueva Muerte, Maximus creó clones retorcidos basados en la familia real que le eran leales. El clon de Lockjaw se enfrentó con los X-Men cuando viajaron al Área Azul de la Luna para intentar matar a Apocalipsis durante un tiempo que se estaba recuperando allí. Lockjaw usó su diapasón para noquear a Morph. Los X-Men se liberaron y derrotaron a Maximus. A pesar de la victoria inicial de los Inhumanos, Lockjaw y toda la Familia Real fueron asesinados cuando la nave fue destruida por Sunfire.

### Tierra X
En Tierra X, Mandíbulas es muerto por alguna bala de gas y asesinado por Maximus. Su conjunto de teletransporte en la frente es aparentemente la única parte de él que ha sobrevivido. Es utilizado por Rayo Negro y los Inhumanos para investigar los acontecimientos en la Tierra.

### Marvel Knights 2099
Mandíbulas es uno de los pocos miembros de la familia real en sobrevivir al año 2099, Maximus el Loco había matado a los demás. Los Inhumanos se habían establecido en una estación espacial llamada también Attilan.

### Marvel Zombies
Mandíbulas aparece zombificado, junto con la Familia Real de los Inhumanos, creando un portal para que puedan reunirse con Kingpin. Luego es visto tratando de atacar al Hombre Máquina. El heroico cyborg engaña a Mandíbulas al teletransportarlo a la corriente principal del Universo Marvel. Mandíbulas es engañado haciéndole comer un cerebro humano cargado de explosivos. Es destruido en la explosión. Otro Mandíbulas es observado cuando el virus zombi se propaga a la 'Tierra Z'. Él también es zombificado y ayuda a matar a los 'Warbound'. Fue capturado por Machine Man, Ultron y Yocasta.

### Ultimate Marvel
Mandíbulas también aparece en Ultimate Fantastic Four Annual # 1. En esta encarnación tiene poderes de teletransportación también. Deja el refugio de los Inhumanos del Himalaya con Crystal, quien está huyendo porque ella estaba obligada a casarse con el hermano de Rayo Negro, Maximus (sólo Crystal sospecha que está loco). Mandíbulas ayuda al salvar a Crystal de sus guardias que persiguen, pero son finalmente arrastrados de vuelta a casa de todos modos. Lo dejan y trae a los Cuatro Fantásticos para obtener ayuda. Esto no es bien recibido ya que la mayoría de la sociedad de Inhumanos gravemente no les gusta ninguno de afuera: Rayo Negro acaba destruyendo los evacuados de Attilan simplemente porque los Cuatro la «contaminaron». Varios de los Inhumanos indican que habían conspirado para que Mandíbulas se quedara atrás en el mundo humano.

## En otros medios

### Televisión
- Lockjaw aparece en la serie animada Cuatro fantásticos de 1978. En el episodio «Blastaar, la explosión de la bomba viva», Medusa prestó a Lockjaw a los Cuatro Fantásticos para que fuera su perro guardián. Los Cuatro Fantásticos utilizaron el poder de teletransportación de Lockjaw para viajar a la Zona Negativa. Blastaar fue liberado del capullo y engañó a Lockjaw para que atacara la ciudad de Nueva York con él. Sin embargo, cuando Blastaar atacó a los Cuatro Fantásticos, Lockjaw los protegió de Blastaar. Cuando Blastaar fue derrotado, Lockjaw lo devolvió a la Zona Negativa.
- Lockjaw aparece en la serie de 1994 Fantastic Four en el episodio de tres partes de "Inhumanos Saga". En "Hopefully Impossible", debido a sus habilidades de teletransportación, Lockjaw pudo abandonar el Gran Refugio. El ayudó al Hombre Imposible y la Antorcha Humana a escapar del Super-Skrull. En "The Sentry Sinister", Lockjaw lleva a Crystal a reunirse con Johnny y también los lleva con Ben, Sue y Reed para enfrentarse al Kree Sentry y escapar con ellos de la isla antes de que el volcán entre en erupción. Al final, Lockjaw es llevado a pasear por Ben, teletransportándose a cualquier lugar.
- Lockjaw aparece en la serie de Hulk and the Agents of S.M.A.S.H. (2013): 
  - En la primera temporada, episodio 22 «Naturaleza Inhumana», que es la mascota de Crystal, cuando la lleva junto con A-Bomb a Attilan.
  - En el episodio 26 de la segunda temporada, titulado «Planeta Monstruo» Pt. 2, Lockjaw (junto con Gorgon y Black Bolt) se encuentran entre los superhéroes que ayudan a los Agentes de S.M.A.S.H. y los Vengadores a luchar contra las fuerzas de la Inteligencia Suprema Kree.
- Lockjaw aparece también en Ultimate Spider-Man:
  - En la tercera temporada, episodio 20, «Inhumanidad», es hipnotizado por Maximus, quién se apoderó de la ciudad de ellos para causar una guerra contra la humanidad.
  - En la cuarta temporada, episodio 12, «La Agente Web», estaba con la familia real de Inhumanos cuando confronta a Spider-Man y Tritón fuera de la ciudad abandonada de Atarog, pero solo fue el que les dio un viaje de regreso al Triskelion.
- Lockjaw aparece en la primera temporada de Guardianes de la Galaxia:
  - En el episodio 12, «La Plaga Terrígena». El trae a los Guardianes de la Galaxia a Attilan en el momento que los Inhumanos han llegado con una plaga que causa que los cristales crezcan en sus cuerpos. Mandíbulas estaba presente cuando Máximus utiliza la tecnología de control de la mente sobre Black Bolt. Cuando Ronan el Acusador roba el casco de control mental de Maximus como parte de su plan para destruir a Attilan, Mandíbulas es ordenado por el control mental de Black Bolt en él y Star-Lord de llevar a las cavernas de cristal Terrigena debajo de Attilan. A Star-Lord utilizando el CryptoCube, Mandíbulas fue uno de los Inhumanos curados de la plaga. Después de que Medusa da gracias a los Guardianes de la Galaxia en nombre de Black Bolt, Star-Lord juega con Mandíbulas en busca de su pelota de béisbol a lanzar.
  - En el episodio 21, «El Toque Inhumano», Lockjaw ayuda a los Guardianes de la Galaxia cuando Maximus usa un truco de su salida de prisión. A lo largo del episodio, Lockjaw intenta enredarse con Groot sólo para lanzar un palo que crece de forma que Lockjaw pueda buscarla.
- Lockjaw aparece en la tercera temporada de Avengers: Ultron Revolution:
  - En el episodio 9, «Inhumanos entre nosotros». Él aparece con Black Bolt, Medusa, Gorgon y Karnak en el momento en que un solicitante de llevar la nave de los Inhumanos y los Alpha primitivos que se estrella en las montañas cerca de Maple Falls. Lockjaw tuvo que tomar a Hulk al laboratorio inhumano de Attilan con el fin de obtener un cristal Terrigena para un dispositivo para disponer de la niebla Terrigena. A su llegada, Lockjaw se torció su pata causado por Hulk para llevarlo evadiendo los soldados inhumanos que confundieron a Hulk de tratar de dañar a Lockjaw. Una vez que encuentran el Cristal Terrigena, en teletransportarse de nuevo a Maple Falls justo a tiempo para utilizar el dispositivo después de la eclosión de Inferno de su capullo Terrigena.
  - En el episodio 10, «La Condición Inhumana», Lockjaw trae a los Vengadores a Attilan con el fin de ayudar a combatir a Ultron que ha invadido y capturado a Black Bolt y a los otros Inhumanos. Durante la lucha, Lockjaw trató de agarrar a la pierna de Ultron en vano.
- Lockjaw aparece en la serie de acción en vivo 2017 Inhumans.[41] Una vez más es la mascota y el fiel compañero de Crystal, aunque se da a entender que no es realmente inteligente. Después de ayudar a la familia real a escapar de Attilan cuando Maximus comienza un golpe de Estado, Lockjaw queda aturdido por Pulsus y encarcelado en la habitación tranquilo mientras Crystal se encuentra bajo arresto domiciliario.[42] Gracias a un truco para alejarse de Maximus, Crystal lo revive con sus poderes y escapan a Hawái, pero Lockjaw es herido de inmediato por un motociclista llamado Dave.[43] Él es curado a plena salud por la exnovia de Dave, Audrey.[44] Después, teletransporta a Crystal, Black Bolt y Medusa, a Karnak cuando se reúnen con ellos.[45] Lockjaw luego regresa con su familia a Attilan para detener a Maximus[46] y finalmente los regresa a la Tierra cuando Attilan comienza a caer. Él fue visto por última vez con los inhumanos evacuados mientras Medusa pronuncia un discurso sobre los inhumanos que encuentran un nuevo hogar en la Tierra.[47]
- Lockjaw aparece en Marvel Future Avengers, con sus efectos vocales proporcionados por Aaron LaPlante en el doblaje en inglés.
- Lockjaw aparece en Spidey and His Amazing Friends, con efectos vocales nuevamente proporcionados por Dee Bradley Baker. Esta versión es la mascota de Kamala Khan.[48]

### Película
- Lockjaw aparece en Marvel Rising: Secret Warriors, con efectos vocales proporcionados por Dee Bradley Baker.[49] En su versión, es un animal / mascota de apoyo de Kamala Khan (también conocida como Ms. Marvel) y miembro de Secret Warriors.

### Videojuegos
- Mandíbulas aparece como un héroe no jugabale, junto con los otros Inhumanos, en el videojuego Marvel: Ultimate Alliance. Su deber es enviar a los héroes a la galaxia Shi'ar y la residencia de los Skrull para recoger los implementos necesarios para derrotar al poderoso Dr. Doom. También, aunque no existe en apariencia, el juego implica que los mini-portales usados en el juego de transporte punto medio a la base son hechas por Mandíbulas, ya que cada vez que el jugador trata de crear un portal fuera de las circunstancias en las que es posible, el mensaje de «Mandíbulas no puede crear un portal en esa área» aparece. Esto crea un poco de un error de continuidad, ya que cuando el jugador gana esa capacidad, es atribuida a un dispositivo de teletransporte experimental creado por S.H.I.E.L.D.. También tiene «conversaciones» especiales con Spider-Man, Deadpool y Thing.
- Lockjaw aparece como un personaje no jugable en Marvel: Contest of Champions que solo aparece en la insignia de Gifting y en el diálogo, ¿Has visto este perro?.
- Lockjaw aparece como un personaje jugable en Lego Marvel Super Heroes 2.[50]
- Lockjaw es un personaje jugable en Marvel Puzzle Quest, un videojuego de combinación de fichas para PC y móvil. Fue agregado al juego en septiembre de 2017.[51] Es el tercer personaje animal jugable en el juego, después de Howard el pato y Dinosaurio Diablo.
- Una estatua de Lockjaw aparece en el videojuego Spider-Man 2018. Los desarrolladores originalmente querían incluir el Toro de Wall Street, pero lo reemplazaron con Lockjaw para evitar problemas legales.[52]

### No ficción
- El debate sobre la sensibilidad de Lockjaw se discute en el libro de no ficción de Peter David, Writing For Comics. En esto, discutió cómo trató de ir con la afirmación original de Stan Lee y Jack Kirby de que Lockjaw era un «animal tonto».[53] Aparece en una discusión de Marvel Comics en un segmento reimpreso de una parodia de Casey At The Bat en The Penguin Book of Comics. En el contexto, ha acompañado a Crystal al juego de béisbol.[54]

## Recepción
En agosto de 2009, TIME incluyó a Lockjaw como uno de los «10 personajes más extraños de Marvel».